# Szellem (vallás)
A szellem többjelentésű szó.
Az ember szellemének és lelkének fogalma vagy ellentétben áll egymással, vagy a kettő gyakran átfedésben van egymással és ontológiai prioritással bír a test fölött. Bizonyos vallásokban és filozófiai irányzatokban a fizikai test halálát túléli és egy másik dimenzióban él tovább.
Mint természetfeletti fogalom, olyan entitás, amely a fizikai világon túl létezik, és amit a test érzékszervein keresztül nem érzékelünk. Az ide vonatkozó irodalom alapján ilyen szellemi lények lehetnek azok, akik soha nem születtek meg az emberi világban és azok, akik valaha megszülettek a Földön, majd haláluk után lelkük kilépett a testükből és anyagtalan lényként él tovább.
Napjainkban az ún. szellemvilág és az emberek kapcsolatát legjobban a spiritizmus, a mágia és az okkultizmus hangsúlyozza.  A spiritizmus fő jellegzetessége a szellemekkel való kapcsolattartás a médiumokon keresztül. A szellemidézés gyakran kapcsolódik még össze a afrikai vallásokkal és az afroamerikai vallásokkal, mint a vudu, candomblé, umbanda, santería, továbbá egyes New Age csoportokkal is.

## Etimológia
A magyar szellem szó az ősmagyar szellet szóból származik, amely eredetileg lélek értelmű volt. A nyelvújitó Kazinczy Ferenc hozta létre a szél (szellő), és a régi szellet származékainak tövéből.
Egyes nyugati nyelvek szellem szava a latin spiritus szóból származik. Ennek jelentése: fuvallat, lélegzet. A spiritus szó a spiro igéből származik, amely jelentése: lélegezni, fújni stb.
A lélek és a szellem közötti különbség már az ábrahámi vallásokban kifejlődött: 
az arab nafs (نفس) szemben áll a rūħ (روح) szóval;
héberben a nesama (נְשָׁמָה) vagy nefes (נֶ֫פֶשׁ) a rúach-al (רוּחַ).

## Taxonómia
Valamennyi vallás a látható, fizikai világon túl egy láthatatlan szellemvilágot feltételez. Egyes vallásokban ezen szellemi lények egy csoportját istenségeknek, míg a monoteista vallásokban a fő szellemi lényt Istennek nevezik. Ronald Hutton vallástörténész a szellemek következő csoportosítását határozta meg :
- Istenségek, kíséretük és természetfeletti ellenségeik. (A keresztény kozmológiában a Szentháromságot, az angyalokat, a szenteket és a velük szemben álló bukott angyalokat és démonokat jelenti.)
- A halottak szelleme
- Földszellemek két csoportja: természeti szellemek és szellemtársaságok

Más kutatók a következő taxonómiát alkalmazzák :
- Jó szellemek (pl. a keresztény Szentháromság, angyalok, szentek)
- Rossz szellemek (ördögök, démonok)
- Ambivalens szellemek (kísértetek és magányos vagy társas természeti szellemek)

Egyéb csoportosítások :

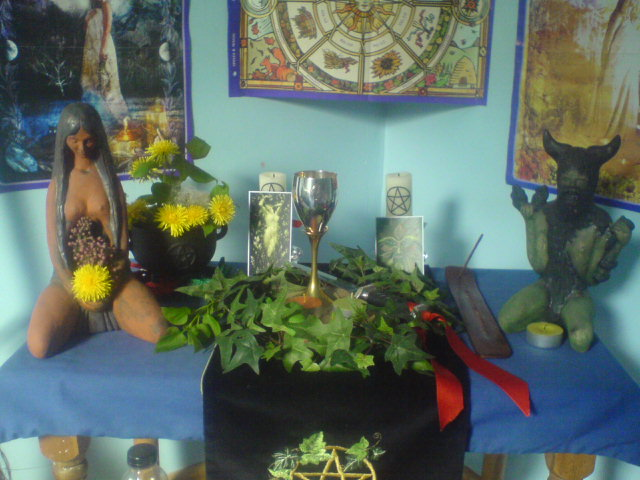
Wales-i Wicca újpogány oltár Beltane ünnepén. Az oltáron elhelyezett virágok és a levelek segítenek ráhangolódni a természeti szellemekre.

- A természet szellemei, amelyek egy természeti jelenséghez, egy bizonyos tárgyhoz stb. kapcsolódnak; azok "lelkei". Kapcsolódhatnak egy növényhez, folyóhoz, sziklához, természeti jelenséghez stb. (az animizmusban; újpogányságban)
- Egy ház, egy terület, egy hely szellemei (animizmus, újpogányság)
- Az elhunytak szellemei az őskultuszban
- A halottak visszatérő, megnyilvánuló szelleme (kísértet)
- Az angyalok a monoteista vallásokban
- Rosszindulatú szellemi lények (démonok)
- A többnyire monoteista vallásokban az ördögök (a kereszténységben: bukott angyalok)

## A különböző kultúrkörökben
A szellemek (természetfeletti lények) megnevezései a különböző kultúrkörökben:
- Iszlám: Isten (Allah), angyalok (malaika),[7] dzsinnek
- Judaizmus: Isten (JHVH),[8] angyalok, démonok, dibbuk[9]
- Buddhizmus: aszúrák, dévák, lókapálák, dharmapálák stb.
- Hinduizmus: Ísvara, aszurák és dévák
- Zoroasztrizmus: Ahura Mazdá (Ormazd), Angra Mainju (Ahriman), dévek (gonosz szellemek, Ahriman szülöttjei), akik küzdenek Ormazd szellemeivel, az Amesa Szpentákkal [10]
- Sintoizmus: kamik
- Vudu: loák (wd): Damballa, Legba
- Mágia: elementálok
- Animizmus: tündérek, démonok, lelkek
- Skandinávia: álfok (elfek). Az izlandi népességnek mintegy negyede ma is hisz bennük. [11][12]
- az ókori Mezopotámia vallása: személyes istenek (ilîni), a halottak szellemei (etemmu)[13] és a démonok (utukku).[14]
  - apkalluk (áldó és védő szellemek), Lamastu (démonnő)
  - sédu, lamasszu
- ókori római vallás:
  - geniusznak nevezték a láthatatlan védőszellemeket. Az egyes emberek geniuszai mellett voltak egyes foglalkozásoknak, pl. a földművelésnek, a vadászatnak stb., továbbá a családnak, városnak, államnak, sőt általában az emberiségnek is külön geniuszai.[10]
  - larok (wd) (lares) a földek, utak, ligetek, de főleg a családi élet védőszellemei [10]
  - penatesz (wd) vagy penátok: a házban lakó szellemek,
  - a larvák (larvae) vagy lemurok (wd) a halottak kísértő szellemei,
  - manesz (wd) vagy manok a halottak jó szellemei [10]

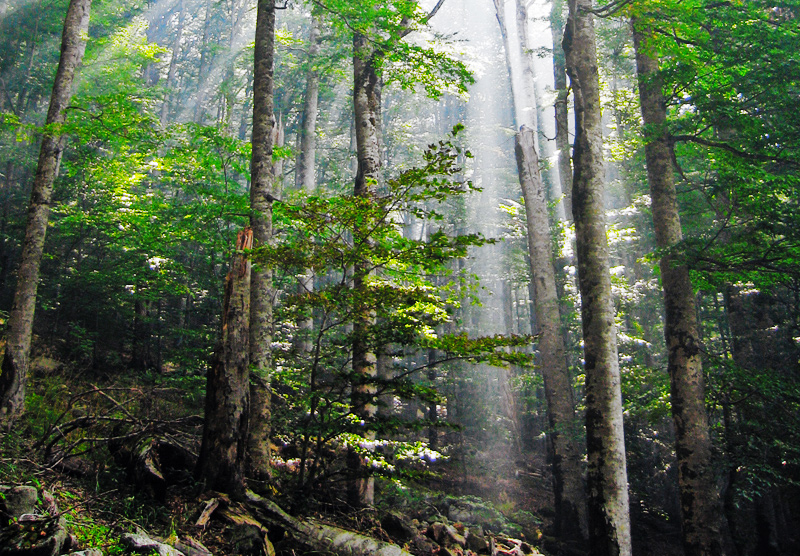
Az érintetlen természet világa a Földön az egyik legmágikusabb hely. A boszorkányság hívei gyakran a természetben próbálnak ráhangolódni a tündérek jelenlétére.

### Újpogányság
- angyalok – akik soha nem voltak emberi lények. Különböző szinteken állnak; az emberek számára üzeneteket közvetítenek.[15]
- tündérek – az újpogányság alapján a tündéreket leginkább természeti lényként képzelhetjük el, úgy kell őket tekintenünk mint egy természeti hely szellemét, a természet lelkét, vagy akár az egykori pogány isteneket.[15]
- dévák (szanszkrit szóval) – a táj szellemei, akik egy adott természeti táj , helység vagy terület (pl. erdő, rét) rendelkeznek hatalommal [15]
- hely szelleme – hasonló a tájat uraló dévához, azonban a hely szelleme inkább az emberi tevékenységgel áll kapcsolatban (pl. egy épület, ház szelleme).[15]
- ősök (holtak) szellemei
- védőszellemek (másképp bizalmasok, familiárisok, őrangyalok, totemek)

### Animizmus
Az animizmus tárgyai elsősorban szellemlények: szellemek, lelkek, tündérek és démonok. Alapvető jellegzetessége, hogy különböző dolgokat, élőket és életteleneket is, lélekkel, szellemmel rendelkezőnek gondol, megelevenít. Legtisztább formájában a samanisztikus vallásokban és a sintoizmusban találhatjuk meg.

#### Sámánizmus
A sámánizmusban a sámán gyakran közvetítőként funkcionál az evilág és a túlvilág között; a szellemek vagy az istenek, valamint az emberek között. A sámánokat azok veszik igénybe, akik a szellemi világ segítségét szeretnék kérni.
A materialista világnézet fokozott erősödése ellenére Japánban még mindig működnek a sámánok. Ezek az emberek öntudatlan révületben áthatolnak a szellemek világába, beszélnek azokkal, majd úgy térnek vissza, hogy magukkal hozzák a gyógyítás és jövőbe látás képességét. A hívők szerint legtöbbjük a beléjük költöző szellem szócsöve.
Hasonló hagyományok élnek Korea falvaiban, továbbá félreesőbb részein, mint például a Csedzsu-szigeten. A koreai vallás jobbára konfucianizmus és a buddhizmus keveréke, de az ősibb hiedelmek tele vannak szellemekkel, többnyire kellemetlen lényekkel. Szöul és más városok templomaiban szentélye van a hegyek szellemének és a Hét Csillag szellemének (Nagymedve). A koreai sámánok révületben ki-be járnak a szellemek birodalmába, akrobatikus mutatványokat végeznek, pl. éles késeken táncolnak mezítláb, anélkül, hogy megsérülnének.
Malajziában bár az iszlám az uralkodó vallás, az ősi animista szemléletnek megfelelően sokan hisznek benne, hogy mindenben szellem lakik. Ha egy új ház felépül, gyakran hívnak médiumot, aki transzban megkéri a gonosz szellemeket, hogy hagyják el a házat, mielőtt a család beköltözik. A lelki betegségben szenvedőket a sámán, helyi nevén a bomoh, az orvosságos ember tisztítja meg úgy, hogy esetleg megüti vagy megvágja a pácienst, azonnali távozásra késztetve a szellemet. 1993-ban tele voltak a helyi újságok annak a politikusnak az esetével (Mazlan Idris) , aki karrierje érdekében bomohoktól kért segítséget, és végül belehalt a "varázslatba".

### Sintoizmus
A sintoizmus világnézete szerint minden dologban lakozik valamiféle szellem. A hegyekben, folyókban, az öreg fákban kamik, istenek vagy szellemek laknak. Minden fának van kodamája, amely a görög mitológia nimfájához hasonlít. A szellemek összetett ökoszisztémája láthatatlan, de érezhető a vidékek és vizek élő hálózatában.
Bárhová is megyünk Japánban, a Sindzsuku pályaudvartól, Tokió legnagyobb vasúti csomópontjától a legtávolabbi hegyi faluig, szentélyekre bukkanunk, amelyet egy-egy fa kamijának emeltek, és gondosan rendben tartják őket, valamint apró ajándékokat helyeznek el bennük felajánlásként.

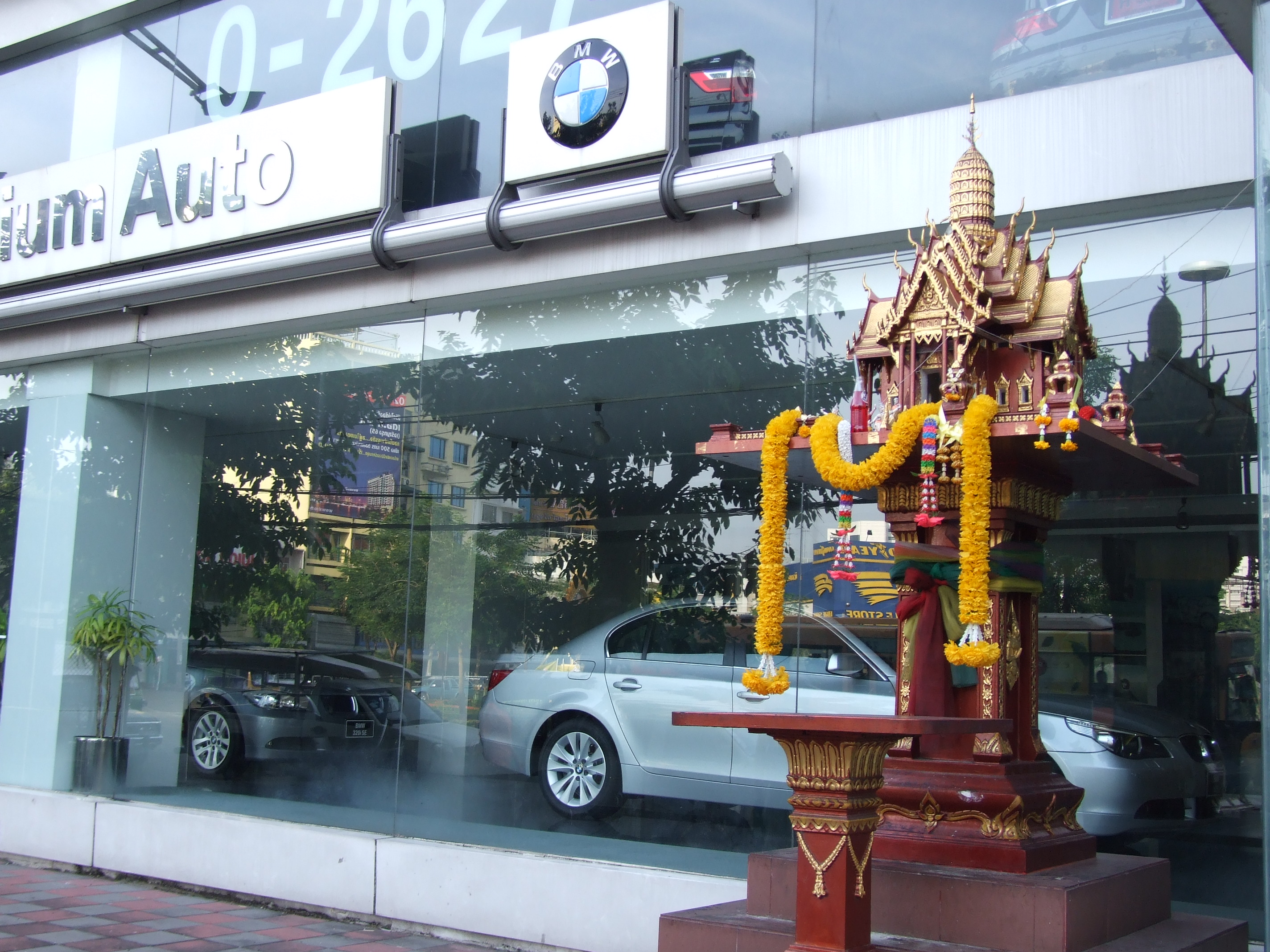
Szellemház (jobbról) egy BMW-autószalon előtt Bangkokban

### Buddhizmus
A délkelet-ázsiai buddhista országokban ún. szellemházakat , kis szentélyeket állítanak fel a helyszellemeknek. Thaiföldön megtalálhatók szinte minden buddhista magánháznál, egészen a legmodernebb nyugati típusú üzlethelyiségekig és szállodaépületekig. A szellemházat rendszerint az épületen kívül helyezik el. A céljuk, hogy védjék a területet, illetve hogy megnyugtassák a szellemeket (Phra Phum), akik lakóhelyüket elvesztették, és helyettesítő otthont adjanak nekik, hogy ott kívül éljenek, mert nézetük szerint azok így nem fogják szükségét érezni a ház vagy az épület kísértésére.
A szellemház helyét egy buddhista szerzetes határozza meg és ő is szenteli fel, aki a hely szellemétől kér engedélyt, mielőtt egy új épületet felhúznának.
A lokapálák olyan istenségek vagy szellemek, energiák és egyéb lények, amelyek védelmezik a tanokat és a dharma gyakorlóit.

### Tibet
A bön, Tibet ősi vallása erősen a mágiára alapozódó hitrendszer, jellegzetessége a természeti objektumokban élő szellemek. A láthatatlan világot benépesítő sok szellem és istenség a helyiek számára fenyegető vagy segítő erőként nyilvánul meg.
A tibeti buddhizmusban az ún. haragos istenségek mellett léteznek egyéb szellemvilágok is, amelyek közül háromféle védelmező szellemet különböztetnek meg. Szanszkrit elnevezéseik: dharmapálák (dharma védelmezők), lokapálák (világi védelmezők) és ksetrapálák (mező védelmezők). Ezek a hatalmas erővel bíró lények, amelyek felesküdtek, hogy védelmezik Buddha tanításait és az embereket. 
A dharmapálák természetfeletti lények, s feladatuk, hogy „kegyetlen háborút űzzenek a buddhizmus ellenségei és démonai ellen”. A nyolc dharmapála: Jama, a Halál istene; Mahákála, a Nagy fekete; Jamántaka, a Halál legyőzője; Kubéra vagy Vaisravana, a Jólét istene; Hajagríva, a Lófejű; Palden Lhamo, az istennő; Csangpa vagy ‘Fehér Brahmá’; Begce, a Háború istene. A lokapálák világi istenségek, helyi szellemek, energiák és egyéb lények, amelyek védelmezik a tanokat és a dharma gyakorlóit. A mező védelmezők egy konkrét helyre vigyáznak, mint például egy épület vagy egy völgy. Ez utóbbi két csoport tagjai jóval alacsonyabb spirituális szintet értek el a dharmapáláknál.

### Amerikai őslakók
Az amerikai őslakók egykori vallásában az animista felfogás úgy tartotta, hogy minden természeti valóság szent és minden tárgynak van egy belső szelleme, aminek az erejét szent szertartások révén lehet megérezni, és ezt az erőt a törzs javára is fel lehet használni. Vallásuk a manituk (természetfeletti erők, szellemek) tisztelete volt, amely egyes népeknél az égitestek imádásába ment át.
Fontos szerepe volt az egyéni védőszellemeknek, amelyek állatalakban jelentek meg és kultuszuk kapcsolatban állt a totemizmussal. A fiatal harcosok sok esetben addig böjtöltek, míg őrző szellemük többnyire állat formájában meg nem jelent előttük. A látomás előidézésének másik formája a naptánc volt.
A szellemekkel és holtakkal való összeköttetést a sámánpapok tartották fent, akik gyakran egy személyben voltak varázslók és orvosok is.  Ezen szent embereik transzba esve kerestek kapcsolatot a szellemvilággal, és átengedték magukat a nem emberi erők hatalmának. Betegségeket gyógyítottak, megjósolták a jövőt, oltalmaztak az ellenséges népek varázslatai ellen. A vallási szertartások célja az volt, hogy megnyerjék maguknak a természetfölötti lények uralmát. 
Az életet nagy utazásnak tekintették, ami azzal kezdődött, hogy a lélek levált a Nagy Szellemről , hogy beléphessen egy testbe, amely az anyaföldön él. A halál pedig az a pillanat volt, amikor még egyszer és immár örökre a lélek összeolvadt a Nagy Istennel. 

## Kereszténység
Azt a hitet, hogy vannak jó és rossz értelmes és szabad lények, akik az emberek sorsába beavatkozhatnak, a Biblia alátámasztja.
A Bibliában és a keresztény teológiában a szellem jelentései:
- Isten, mint abszolút, legfőbb létező egy szellem
- minden élet alapja a Földön és a világmindenségben egyaránt,[32] az az erő, amely megnyilvánult Isten működésében,
- a Szentlélek (Szent Szellem)
- az egyéni emberi lélek,
- a természetfeletti lények: a (jó és bukott) angyalok szellemisége,
- az emberi tettek alapja.[33]

Az Ószövetségben a szellem megjelölésére előszeretettel használt héber szó a rúah (רוּחַ), amely elsősorban életadó lélegzetet, leheletet jelent. Az az életerő, amellyel Isten életet ad a Földnek és benne az élőlényeknek.
Az ókori héberek, éppúgy, mint a többi sémi nép, eredetileg démonokat, fa-, kő- és forrásszellemeket, égi isteneket és istennőket tiszteltek, és a prófétáknak szüntelen harcolniok kellett ezek ellen a régi időkben meggyökeresedett kultuszformák ellen. 

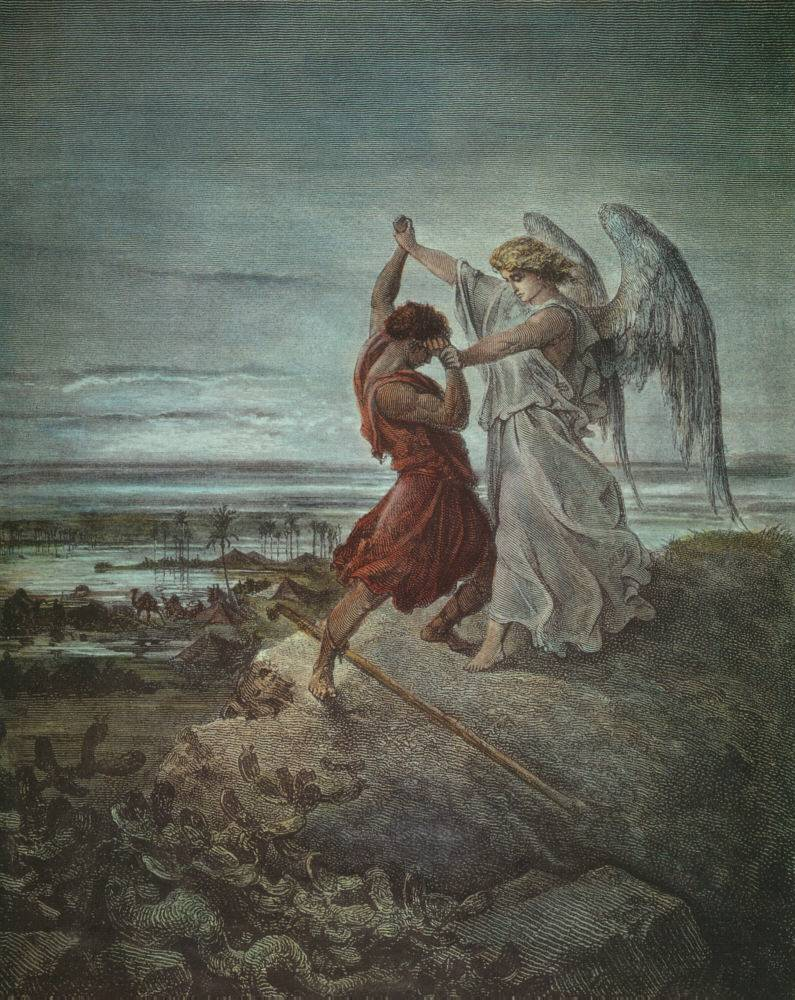
Gustave Doré:Jákob tusakodása az angyallal.
A Biblia szerint Jákob ellenfele Isten természetfeletti megnyilvánulása

Mózes I. könyve alapján Jákob egy titokzatos lénnyel birkózott, amikor Isten megmutatja neki természetfeletti erejét.
 Jákób pedig ott maradt egyedül. Ekkor Valaki tusakodott vele egészen hajnalhasadtáig. De látta, hogy nem bír vele, ezért megütötte a csípője forgócsontját, és kificamodott Jákób csípőjének forgócsontja a tusakodás közben. Akkor ezt mondta Jákóbnak: Bocsáss el, mert hajnalodik! Ő azt felelte: Nem bocsátlak el, amíg meg nem áldasz engem. Ekkor megkérdezte tőle: Mi a neved? Ő így felelt: Jákób. Erre azt mondta: Nem Jákób lesz ezután a neved, hanem Izráel, mert küzdöttél Istennel és emberekkel, és győztél. Jákób ezt kérte: Mondd meg nekem a nevedet! De ő ezt mondta: Miért kérdezed a nevemet? És megáldotta őt. 

### Szellemlények
Isten olyan értelemmel és akarattal megajándékozott személyes szellemlényeket teremtett, akik testetlenek, és ezért általában láthatatlanok, de meghatározott alkalmakkor és célból látható testet ölthetnek magukra. Ezeket a lényeket, akik szolgáló szellemekként Isten akaratát hajtják végre, angyaloknak (a görög angelosz = követ, hírnök) nevezik. Ők nagy hatalmú lények, de más vallások nézeteivel szemben nem istenek. Attól a pillanattól kezdve, amelyben Isten (az anyagi világot megelőzve) megteremtette őket, a természetes boldogság birtokába kerültek, ami főleg Isten tökéletes megismeréséből állt. Annak érdekében, hogy a túlvilági üdvösségnek is részesei lehessenek, Isten vizsgálatnak vetette alá őket, és akiket alkalmasnak talált, azokat megjutalmazta megszentelő kegyelmével, amelynek révén abban a túlvilági boldogságban részesülnek, hogy Istent szüntelenül láthatják. Az angyalok az egyes nézetek szerint kilenc karra oszlanak. Ezek legalsó csoportja (hierarchia) az angyalok, arkangyalok és erények (virtutes), ők hajtják végre közvetlenül Isten parancsait a teremtmények körében. 

### Démonok
A perzsa dualizmus hatására a babiloni fogság utáni zsidóság a Sátánról való elképzeléseket úgy alakította ki, hogy az Újszövetségben már mint a világ fejedelme és mint minden gonoszság értelmi szerzője jelenik meg. A számos bukott angyal, vagyis Sátán al-ördögei segítségével mindenütt szerencsétlenséget idéz elő, a gonosz szellemek beteggé vagy megszállottá teszik az embereket; az evangéliumok több helyén olvasható, hogy Krisztus emberekből űzi ki a démonokat. Az ördögűzést a kereszténység ma is alkalmazza.
Sátán Isten elé járuló kísértő angyalként jelenik meg (Jób könyve), továbbá mint az Isten szolgálatára kész szellem, a Bölcsesség könyvében majd az Istennel szemben álló hatalomként és minden rossz értelmi szerzőjeként tűnik fel, és ezt a szerepet tölti be az Újszövetségben is. 
A démonokról (ördögök) szóló és a katolicizmus által ma is védelmezett tanítás a protestáns ortodoxiának is szerves alkotórésze. Egyes újprotestánsok azt tanítják, hogy az angyalok bukása a teremtés befejezése után, de még az első ember bűnbeesése előtt, vagyis „a világ második hetében” következett be. Noha az ördögök hatalma nagyobb, mint az embereké, mégis korlátozza őket Isten hatalma olyképpen, hogy az engedélye nélkül semmit sem tehetnek. Az ördögöknek nincsen szabad akaratuk, csupán arra képesek, hogy a különböző gonosztettek között válasszanak. 

### Újszövetség
Az Újszövetségben a görög pneuma (πνεῦμα) szó ugyanazt jelenti, mint az ószövetségi rúah. 
Szellemnek vagy léleknek fordítják, de szintén leheletet, az élet leheletét jelenti.
Az ember egyfelől test, másfelől élő szellem vagy lélek. A hellenista jellegű hármas tagolással – szellem, lélek, test – találkozunk az 1Thessz. 5,23-ban (trichotomizmus):
A békesség Istene szenteljen meg benneteket, hogy tökéletesek legyetek. Őrizze meg szellemeteket (pneuma), lelketeket (pszühé) és testeteket (szóma) feddhetetlenül Urunk, Jézus Krisztus eljöveteléig.
Pál apostol hangsúlyozza, hogy Isten is szellem (pneuma), és szembeállítja a szellemet a testtel. A magyar bibliafordítások sok esetben “lélek” szót használnak ott, ahol az eredeti szöveg “szellemet” használ. Így például az eredeti szövegben Jézus a kereszten nem a “lelkét”, hanem a “szellemét” (pneuma) ajánlja Isten kezébe. István is megkövezésekor nem azt kérte Istentől, hogy “vedd magadhoz az én lelkemet”, hanem: “az én szellememet”

### Lélek (szellem)
A lélek (psziché) a szellem (pneuma) és a test (szóma) kapcsolatát valósítja meg. E kapocs a halállal feloldódik, a test elmúlásával a psziché is elmúlik, de sok nézet alapján a szellem megmarad. 
Az a hit, hogy az ember a mulandó testében egy halhatatlan szellemet vagy lelket tartalmaz, a kereszténységben messzemenőkig meghonosodott. Ez a nézet azonban az ókori görög filozófiából származik, és nincs bibliai alapja. Az Ó- és Újtestamentum a feltámadást hirdeti, és nem a szellem vagy lélek halhatatlan minőségén alapszik, hanem Isten újrateremtő tettén. Az életet Isten adja, és ő veszi vissza. Egyedül csak Isten halhatatlan, minden más lény csak rajta keresztül él. 
Hogy megkülönböztessük a pneuma-t a psziché-től, célszerű külön szót alkalmazni mert a Biblia is külön szót használ.

### Katolicizmus
A magyar katolikus lexikon szerint a szellem olyan élő entitás, akinek értelme, emlékezete és akarata van, de teste nincsen. 
A teremtetlen szellem Isten, aki három személyben mint Atya, Fiú és Szentlélek (Szentháromság) éli a maga végtelenül boldog életét. 
A teremtett szellemek a szent angyalok és a bukott angyalok (kárhozott ördögök). A szent szellemek alkotják a teremtett létezők hierarchiájának felső rétegét. 
Az ember lelke is szellemi természetű.